# Tatiana Totmeanina
Tatiana Totmeanina (n. 2 noiembrie 1981, Perm, RSFS Rusă, URSS) este o patinatoare artistică ce a reprezentat Rusia, medaliată olimpică. A participat la 2 ediții ale Jocurilor Olimpice (2002, 2006) în care a câștigat o medalie de aur.